# Narrhuva
Narrhuva (Kohleria ×gigantea) är en hybrid i familjen gloxiniaväxter mellan gul narrhuva (K. warszewiczii) och hängnarrhuva (K. amabilis). Den odlas som krukväxt i Sverige.
Narrhuvan har starkt håriga blad och rörlika, scharlakansröda blommor under sommaren. Den vill ha ganska hög temperatur. 

## Synonymer
- Achimenes gigantea (Planchon) Linden
- Achimenes picta Bentham
- Isoloma bogotense var. giganteum (Planchon) Voss
- Tydaea decaisneana Regel
- Tydaea picta (Bentham) Decaisne
- Tydaea gigantea Planchon